# بيت إيوينغ
بيت إيوينغ (بالإنجليزية: Pete Ewing)‏ هو موسيقي ومغن مؤلف أسترالي، ولد في 4 أغسطس 1986 في Mortlake, Victoria ‏ في أستراليا.

## وصلات خارجية
- الموقع الرسمي